# Мещерський національний парк
Національний парк «Мещерський»  (рос. Национальный парк «Мещёрский») — національний парк, розташований на теренах Клепиківського та Рязанського районів Рязанської області Росії.
Створений 9 квітня 1992 року. Загальна площа парку — 105 тисяч га. Існував з 28 вересня по 13 квітня 2016 року. Припинив діяльність після реорганізації, у зв'язку з приєднанням до ФДБУ «Національний парк „Мещера“».

## Опис
Парк розташований на півночі Рязанської області і займає Клепіковські озера, прилеглі до них низинні болота, долину річки Пра — притоки Оки, а також систему мілководних озер і верхових боліт на вододілі При і Солотчи.
Національний парк «Мещерський» створили для охорони, вивчення та збереження природних та історико-культурних комплексів  Мещерського краю . Ця територія, зокрема заплава річки При, яка петляє гущавинами Мещерського лісу, внесена до списку водно-болотних угідь міжнародного значення.
Близько третини території «Мещерського» парку займають луки, поля, селища. Тут і сьогодні місцеве населення живе традиційним життям, займається господарською діяльністю, випасає худобу, збирає ягоди  та гриби. Донедавна тут проводили великомасштабну лісозаготівлю, меліоративні роботи та видобували торф.
Територія Мещери — це найвідвідуваніший район, тут люблять відпочивати мешканці центральних областей Росії. Багатство рекреаційних ресурсів — лісові масиви, річки, велика кількість озер — щороку приваблює сюди близько 5 тисяч відвідувачів — туристів, рибалок, мисливців, любителів грибів та ягід.
Діяльність національного парку, відповідно до плану його довгострокового розвитку, орієнтована на вирішення семи основних завдань:
- Створення інфраструктури парку.
- Охорона дикої природи (збереження видів і генетичного різноманіття).
- Проведення наукових досліджень та екологічного моніторингу.
- Екологічна освіта.
- Розвиток рекреації і туризму.
- Вивчення та збереження культурної спадщини.
- Організація міжнародного співробітництва.

## Культурно-історичні пам'ятки

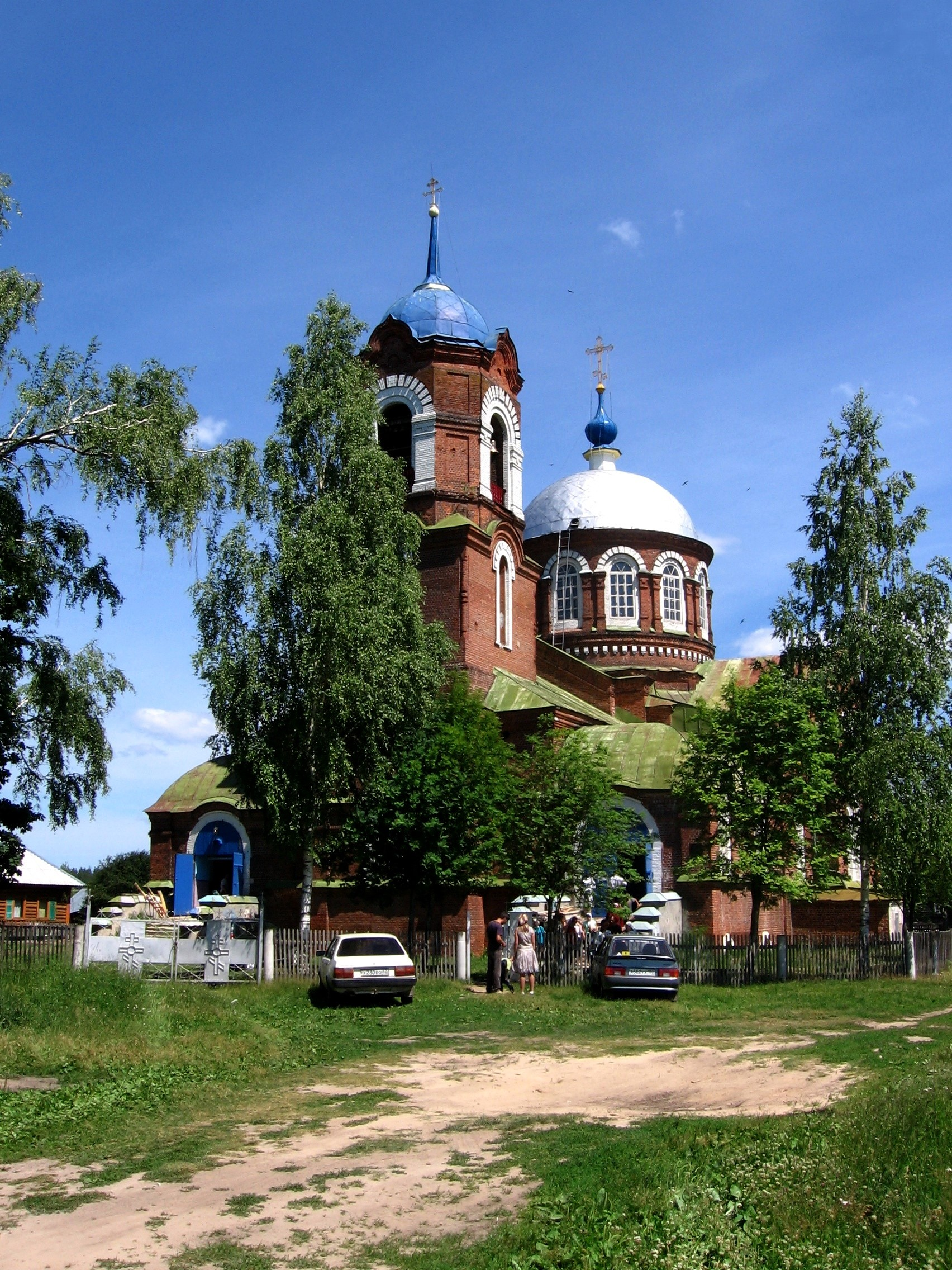
Церква Успіння Пресвятої Богородиці (1910 р.) в с. Стружани

На території парку розташовані місця пов'язані з:
- Костянтином Паустовським — село Гришино
- Сергієм Єсєніним — місто Спас-Клепики
- Абрамом Архиповим — село Єгорово.

До списку пам'яток архітектури занесені:
- Обновленська церква (с. Єршово, 1868 р.)
- Покровська церква (с. Селезньово, 1903—1910 рр.)
- Успенська церква (с. Стружани, 1910 р.)
- Преображенська церква (м. Спас-Клепіки, 1860 р.)

Крім того, на території парку розміщені понад 50 пам'яток археології, зокрема стоянки древньої людини: Владичинська, Шагара, Совка, Тюкове містечко, Деулінський могильник тощо.